# À chacun son histoire
À chacun son histoire è il secondo album in studio della cantante canadese Natasha St-Pier, pubblicato nel 2000.

## Tracce
1. Je n'ai que mon âme (single) – 2:52
2. À chacun son histoire – 4:49
3. Laisse-moi tout rêver – 4:51
4. Près d'une autre – 5:32
5. Tu m'envoles – 4:21
6. Toi et moi – 4:44
7. Dans mes nuits – 4:18
8. Le vent – 4:23
9. Tu n'es plus dans ma tête – 3:50
10. Je t'aime encore – 3:52
11. Et la fille danse – 3:58
12. Si jamais... – 4:50

## Formazione
- Natasha St-Pier – voce
- Maurizio Macchioni – chitarra
- Fabio Perversi – pianoforte, programmazione, tastiera, organo Hammond, sintetizzatore, violino, Fender Rhodes
- Franco Pelizzari - percussioni
- Cesare Chiodo – basso
- Lele Melotti – batteria
- Giorgio Cocilovo – chitarra
- Stefano Serafini – tromba
- Federico Tassani – trombone
- Fabio Gurian – sax
- Lola Feghaly, Lalla Francia, Moreno Ferrara, Silvio Pozzoli – cori